# Caridina excavatoides
Caridina excavatoides е вид десетоного от семейство Atyidae. Видът не е застрашен от изчезване.

## Разпространение и местообитание
Разпространен е в Индонезия (Суматра) и Малайзия (Западна Малайзия).
Обитава сладководни басейни, реки и потоци.